# Unione Anarchica Italiana

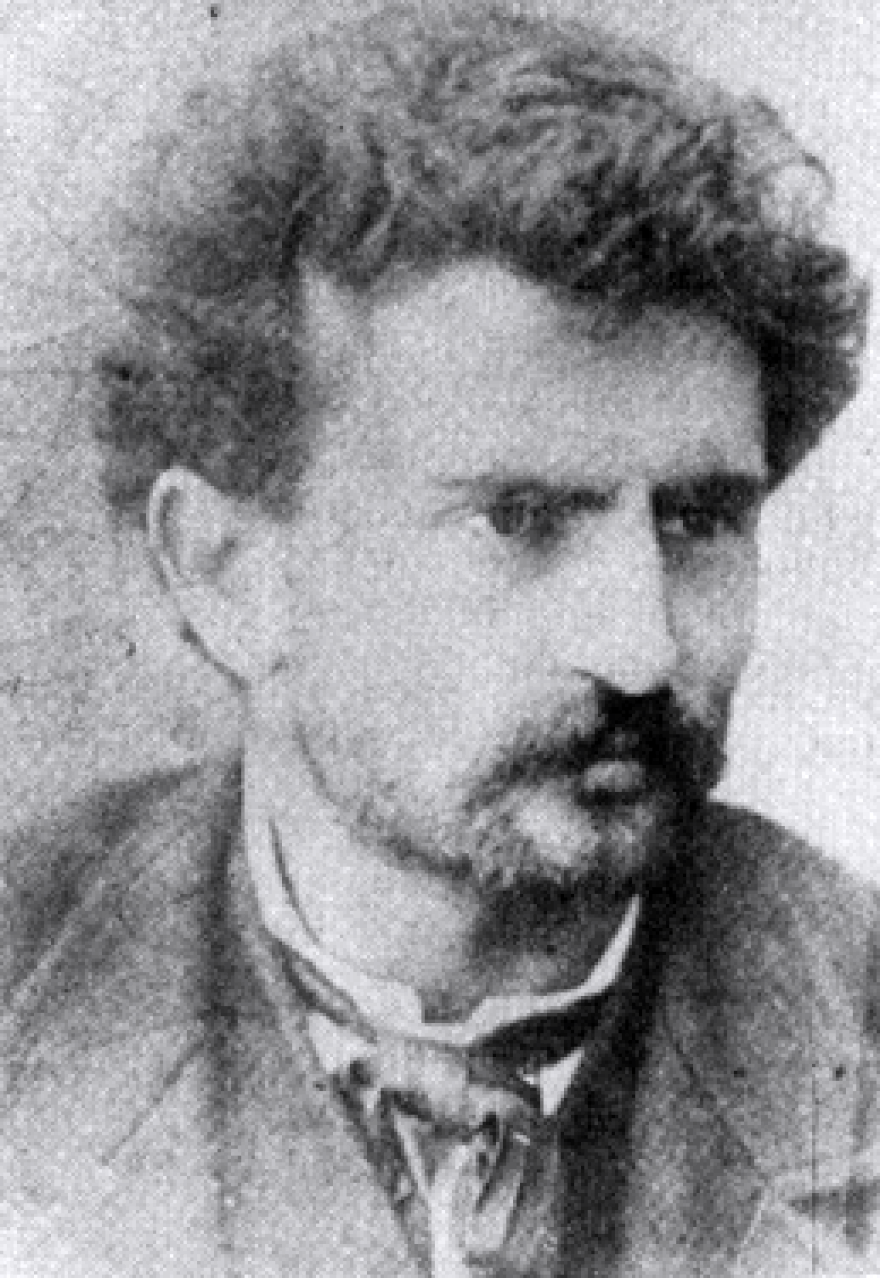
Errico Malatesta um dos fundadores da Unione Anarchica Italiana

A Unione Anarchica Italiana (UAI) foi fundada em 1920 durante o Congresso de Bolonha nos dias de 1 a 04 de julho.

## Organização
A UAI logo se tornou uma rede organizada, com base em grupos locais e organizações de resistência, ladeada por um sindicato italiano, no qual os anarquistas representavam a força motriz e logo iniciando seu próprio jornal, Humanidade Nova, ainda hoje publicado pela (FAI).
A organização foi banida pelo regime fascista em 1926, porém depois da Segunda Guerra Mundial foi refundada com o nome  Federazione Anarchica Italiana (FAI).